# Gustavo Borges (desenhista)
Gustavo Borges (Porto Alegre, 28 de junho de 1995) é um quadrinista brasileiro, autor das webcomics A Entediante Vida de Morte Crens e Edgar. Gustavo também participou de coletâneas como Memórias do Mauricio e 321 Fast Comics, além de ter publicado graphic novels, como Pétalas (com Cris Peter) e Escolhas (com Felipe Cagno), ambas financiados por crowdfunding. Em 2015, Gustavo ganhou o Troféu HQ Mix na categoria "melhor publicação independente de autor" pela primeira coletânea da tira Edgar, publicada de forma independente no ano anterior. 
No exterior, Gustavo já lançou edições de Pétalas (em Portugal pela Kingpin, na Polônia pela Timof, e nos Estados Unidos pela Boom! Studios) e participou da HQ norte-americana Amazing World of Gumball 2017 Grab Bag #1, baseada na série de animação de mesmo nome. Em Outubro de 2018, publicou pelo selo Graphic MSP o quadrinho Cebolinha: Recuperação.
Em 2019, Gustavo foi indicado ao Eisner Award na categoria Best Publication for Early Readers (up to age 8). 